# 十面灵璧图卷
《十面灵璧图卷》是明代画家吴彬应米万钟之邀所作的纸本长卷，总长约27米。2020年该图卷拍出5.129亿元人民币，刷新了中国古代艺术品的最高拍卖记录。

## 描述
明代书画家米万钟是一位奇石收藏家，尤为喜爱一块名为“非非石”的造型独特的灵璧石。万历三十八年（1610年），他请吴彬为该石绘制一长卷。吴彬采用中国绘画史上非常罕见的手法，分别从十个不同侧面（前正面、后正面、左正面、右正面、前左侧、前右侧、后右侧、后左侧、前观底、后观底）描绘了该灵璧石变化万千的形态。每一画旁都配有米万钟书法，描述该石不同角度的特色。此后，米万钟“遍索四天下题呼”，请来诸多文人好友为其题跋。卷首有邢侗、黄汝亨所书“岩壑奇姿”与“五岳片云”，卷末则有米万钟、李维桢、董其昌、叶向高、陈继儒、邹迪光、张师绎、高出、黄汝亨以及清人萨迎阿、耆英的题跋。

## 传承经过
《十面灵璧图卷》清朝时曾由文孚与萨迎阿收藏。后来萨迎阿将其赠予他的女婿托浑布。之后传承经过不详。1989年，该图卷出现于纽约苏富比拍卖并以121万美元的价格打破了当时中国书画的成交记录。卖下此画的是美国犹太裔传媒大亨、Ziff Davis集团所有人小威廉·伯纳德·齐夫。齐夫酷爱中国艺术品，收藏有大量中国书画、瓷器与家具，并将其收藏以该图卷命名为“十面灵璧山居”，他也被称为“十面灵璧山居主人”。齐夫于2006年去世。2017年，洛杉矶郡艺术博物馆举办“吴彬：《十面灵璧图》”展览（Wu Bin's Ten Views of a Lingbi Stone），这是《十面灵璧图卷》全部十面首次完整展出。此后，齐夫家族决定拍卖十面灵璧山居收藏。2020年，北京保利举办十面灵璧山居旧藏拍卖专场。最终，所有40件拍品全部成交，其中《十面灵璧图卷》以4.46亿元人民币落槌，含佣金成交价5.129亿元人民币，是该图卷自1989年后再度刷新中国古代书画的拍卖纪录。